# Eleição para o Senado federal por Nova Iorque em 2010
A eleição para o Senado dos Estados Unidos pelo estado americano de Nova Iorque em 2010 aconteceu em 2 de novembro de 2010, juntamente com as eleições para o Senado dos Estados Unidos em outros estados. O senador democrata Chuck Schumer, ex-presidente da campanha de Barack Obama, foi reeleito.

## Primária Republicana
| Primária Republicana | Primária Republicana | Primária Republicana | Primária Republicana | Primária Republicana | Primária Republicana |
| Partido              | Candidato            | Votos                | %                    |                      |                      |
| Republicano          | Jay Townsend         | 178.884              | 56,1%                |                      |                      |
| Republicano          | Gary Berntsen        | 139.877              | 43,9%                |                      |                      |
| Total                | Total                | 318.761              | 100%                 |                      |                      |
| -------------------- | -------------------- | -------------------- | -------------------- | -------------------- | -------------------- |

## Primária Democrata
| Primária Democrata | Primária Democrata | Primária Democrata | Primária Democrata | Primária Democrata | Primária Democrata |
| Partido            | Candidato          | Votos              | %                  |                    |                    |
| Democrata          | Chuck Schumer      |                    |                    |                    |                    |
| Total              | Total              |                    |                    |                    |                    |
| ------------------ | ------------------ | ------------------ | ------------------ | ------------------ | ------------------ |